# Simon Addo
Simon Addo (ur. 11 grudnia 1974) – ghański piłkarz grający na pozycji bramkarza. W swojej karierze 32 razy zagrał w reprezentacji Ghany.

## Kariera klubowa
Karierę piłkarską Addo rozpoczął w klubie Ashanti Gold. W 1991 roku zadebiutował w jego barwach w ghańskiej Premier League. W latach 1994–1995 dwukrotnie z rzędu wywalczył z Ashanti mistrzostwo Ghany, a wcześniej w 1993 roku zdobył Puchar Ghany. W latach 1995–1997 grał w klubie Ghapoha Readers z Temy.
W latach 1997–1999 Addo był zawodnikiem greckiego PAE Kalamata, w którym grał wraz z rodakami: Afo Dodoo, Fosterem Bastiousem, Ebenezerem Haganem i Baffourem Gyanem.
W 1999 roku Addo wrócił do Ghany, do Ghapoha Readers. Grał w nim do 2000 roku, kiedy to zdecydował się zakończyć swoją karierę piłkarską.

## Kariera reprezentacyjna
W reprezentacji Ghany Addo zadebiutował w 1994 roku. W tym samym roku został po raz pierwszy powołany na Puchar Narodów Afryki, jednak nie rozegrał na nim żadnego meczu.
W 1996 roku Addo był podstawowym bramkarzem Ghany na Puchar Narodów Afryki 1996. Na tym turnieju zajął z Ghaną 4. miejsce i zagrał w 6 meczach: z Wybrzeżem Kości Słoniowej (0:2), z Tunezją (2:1), z Mozambikiem (2:0), ćwierćfinale z Demokratyczną Republiką Konga (1:0), półfinale z RPA (0:3) i o 3. miejsce z Zambią (0:1).
W 1998 roku Addo zagrał w 3 meczach Pucharu Narodów Afryki 1998: z Tunezją (2:0), z Togo (1:2) i z Demokratyczną Republiką Konga (0:1). W kadrze narodowej od 1994 do 1998 roku rozegrał 32 mecze.
W swojej karierze Addo grał również na Letnich Igrzyskach Olimpijskich. W 1992 roku zdobył z Ghaną brązowy medal na Igrzyskach Olimpijskich w Barcelonie, a w 1996 roku zagrał na Olimpiadzie w Atlancie.